# کلاته میرعباس
کلاته میرعباس، روستایی است از توابع بخش مرکزی و در شهرستان جغتای استان خراسان رضوی ایران.

## جمعیت
این روستا در دهستان جغتای قرار داشته و بر اساس سرشماری سال ۱۳۸۵ جمعیت آن ۱۶ نفر (۴ خانوار)
بوده است.